# Salon Seudun Sanomat
Salon Seudun Sanomat är en finländsk dagstidning (7-dagars, sedan 1983) som sedan 1919 utkommer i Salo, oavhängig sedan starten. 
Salon Seudun Sanomat fördubblade sin upplaga mellan 1945 och 1985 samt har sedan dess kunnat konsolidera sin ställning tack vare ortens befolkningstillväxt och starka ekonomiska utveckling. Tidningen ingår sedan 1988 i Turun Sanomat-koncernen med säte i Åbo. Upplagan var 2008 omkring 22 000 exemplar.